# Mondo cane (tom poetycki)
Mondo cane – zbiór wierszy Jerzego Jarniewicza, wydany 28 czerwca 2021 roku przez Biuro Literackie, uhonorowany Nagrodą Literacką „Nike” w 2022 roku.

## Historia
Książka została wydana w wersji papierowej 28 czerwca 2021 roku przez Biuro Literackie w Stroniu Śląskim, a w wersji elektronicznej ukazała się 9 maja 2022 roku. Dzieło zostało uhonorowane Nagrodą Literacką „Nike” w 2022 roku, jako szósta książka poetycka w historii nagrody; laureat powiedział podczas rozdania w gmachu Biblioteki Uniwersyteckiej w Warszawie: Odbieram tę nagrodę jako nagrodę dla poezji, dla tej poezji, która może być kołem ratunkowym. Tej poezji, którą... no ilu z nas czyta poezję?
Muzeum Narodowe w Szczecinie w 1. połowie 2023 roku zorganizowało wystawę pt. Mondo cane. Jak obsługiwać świat, której tytuł nawiązywał do książki Jerzego Jarniewicza a zarazem do tytułu filmu Pieski świat (wł. Mondo cane, zob. mondo movies).

## Charakterystyka
Tytuł zbioru znaczy dosłownie „pieski świat”, można go rozumieć metaforycznie, ale i dosłownie jako świat psi, związany z psami. Sam film Pieski świat nie okazał się interesujący dla pisarza, ciekawił go jednak tytuł, którego znaczenia dawniej nie rozumiał. Na okładce znajduje się fotografia z psem autorstwa Piotra Janickiego. Poeta odniósł się do tytułu tomu słowami: tytuł mojej książki to nie przygana. Raczej opis stanu rzeczy, w którym się znaleźliśmy, a w którym splatają się najrozmaitsze groźne kryzysy.
Zbiór składa się z 48 wierszy. Duża część utworów to erotyki. Autor jednak zaznacza, że „Choć +Mondo cane+ to bodaj najbardziej osobista moja książka, powiedziałbym, że w bohaterach moich wierszy jest mnie tyle, ile Stevena Spielberga w Indianie Jonesie” oraz zwraca uwagę, że w jego utworach nie ma jednego podmiotu. Jest ich wiele. Pojawia się zarówno miłość heteroerotyczna, jak i homoerotyczna – zdaniem artysty płeć kochanej osoby jest drugorzędna. Jakub Skurtys tematykę wierszy określił w swej recenzji tak: Są to po części wiersze szpitalne, po części pandemiczne, a tylko w pewnym zakresie hotelowe i podróżne. Agnieszka Warnke stwierdziła, że Gdzieś między wierszami błąka się śmierć, pojawiły się prawdziwe śmierci znajomych, zerwania, odejścia. Zdaniem Wojciecha Szota tom składa się z różnorodnych wierszy i jest także poświęcony ludzkiej cielesności.

## Odbiór krytyczny
W mediach pojawiły się co najmniej 23 recenzje zbioru. Zdaniem Wiktorii Kozioł autor stworzył w tomie poezji własny „montaż”, składający się na współczesne Mondo cane. Krytyk Karol Poręba napisał, że: Mondo cane jawi mi się jako książka bez granic, a jednak to właśnie owe ścierane końcem buta (łapy?) granice stanowią o sile najnowszego tomu Jarniewicza. Paweł Kaczmarski uznał, że dzieło znakomicie opowiada o granicach między intymnością i światem, erotyzmem i historią.